# Joy to the World
Joy to the World, in het Nederlands vertaald Vreugde voor de wereld, is een populair Engelstalig religieus kerstlied.

## Oorsprong
De tekst wordt toegeschreven aan de Britse predikant Isaac Watts en wordt voor het eerst vermeld in 1719. Hoewel de componist van het lied onbekend is, wordt weleens gesuggereerd dat de muziek van de Amerikaanse componist Lowell Mason kan zijn. Een aantal zinnen uit het lied zijn afkomstig uit de Bijbel, vanuit Psalm 98, 96: 11-12 en Genesis 3: 17-18. Het lied wordt vaak toegeschreven aan de Britse componist Georg Friedrich Händel. De tekst van het lied gaat over God die de redder Jezus in Israël tot de wereld bracht.

## In de populaire cultuur
Tegenwoordig wordt het lied gezongen door diverse artiesten. Enkele artiesten die het op hun naam hebben staan zijn Joy Fleming, Mariah Carey, The Petersens en The Kelly Family. Daarnaast wordt het lied ook soms bij kerkdiensten gezongen.